# Camponotus sanctus
Camponotus sanctus é uma espécie de inseto do gênero Camponotus, pertencente à família Formicidae.